# Concești, Botoșani
Concești este satul de reședință al comunei cu același nume din județul Botoșani, Moldova, România.

Concești pe harta toponimică a Hudeștiului